# 180 Lake
180 Lake är en sjö i provinsen British Columbia i Kanada. Sjön ligger i Regional District of Kitimat-Stikine som är nära nog obefolkat, med mindre än 0,5 invånare per kvadratkilometer. Flygpiloter i området har givit sjön dess namn eftersom den är tillräckligt stor för att det ska vara säkert att landa och start med en Cessna 180 utrustad med pontoner. Namnet fastställdes officiellt 2 januari 1980.